# Mayaca
Mayaca là một chi thực vật có hoa trong họ Mayacaceae. Trong hệ thống APG II năm 2003, chi này được xếp vào bộ Hòa thảo Poales thuộc nhánh Thài lài commelinids. Hệ thống Cronquist, vào 1981, cũng công nhận là một họ và xếp vào bộ Thài lài Commelinales trong phân lớp Commelinidae.
Chi này được phân bố rộng rãi ở Mỹ Latinh từ Mexico đến Argentina, cũng như ở Tây Ấn, phía Đông Nam Hoa Kỳ và Trung Phi.

## Các loài
Mười tám hoặc có thể còn nhiều tên loài đã được đề xuất, Nhưng chỉ có 6 thường được chấp nhận là khác biệt.
1. Mayaca baumii Gürke - Congo-Brazzabille, Zaïre, Angola, Zambia
2. Bạc đầu bông danh pháp Mayaca fluviatilis Aubl. - phía Nam Hoa Kỳ từ Texas đến Bắc Carolina; Tây Ấn (Cuba, Jamaica, Trinidad); Mỹ Latinh từ trung Mexico đến Argentina
3. Mayaca kunthii Seub. in C.F.P.von Martius & auct. suc. - Venezuela, Brazil, Uruguay
4. Mayaca longipes Mart. ex Seub. - Venezuela, Brazil, Colombia, the Guianas
5. Mayaca madida (Vell.) Stellfeld - Costa Rica, Venezuela, Brazil, Colombia, the Guianas, Peru, Ecuador, Bolivia, Argentina
6. Mayaca wrightii Griseb. - Cuba